# Cayetano Ester
Cayetano de Ester y Villanueva (Coín, 11 de agosto de 1838-Madrid 1876) fue un jurista y literato español, creador de la revista internacional "La Escuela del Derecho", una de las pocas publicaciones jurídicas penalistas del siglo XIX que trascendieron del ámbito nacional, y en la que colaboraron eminentes jurisconsultos españoles, franceses, italianos y alemanes.
Miembro del Ateneo de Madrid, ejerció como abogado de pobres de esta capital bajo el decanato de su amigo y pariente Manuel Cortina, y compaginó su profesión con su afición por la poesía, formando parte de diversas tertulias románticas tanto en Madrid como en Sevilla, donde su padre, Francisco de Ester y Saurí, ejercía como magistrado.
Fue un ardiente opositor a la pena de muerte, y escribió un opúsculo dedicado a la humanización del sistema carcelario.
Falleció prematuramente a causa de una enfermedad psiquiátrica degenerativa.